# Laverne Cox
Laverne Alison Cox (Mobile, Alabama, 29 de maio de 1972 ), mais conhecida como Laverne Cox, é uma atriz norte-americana e produtora de televisão. Laverne é mais conhecida pela personagem Sophia Burset, na série Orange Is the New Black, que lhe rendeu uma indicação ao Emmy Awards na categoria Melhor atriz convidada numa série de comédia. Laverne se tornou a primeira mulher transexual a ser indicada a essa categoria. Cox nasceu em Mobile, Alabama. Ela tem um irmão gêmeo, M. Lamar, que retrata a pré-transição de Sophia (como Marcus) em Orange is the New Black. Laverne é graduada da Escola de Belas Artes de Alabama em Birmingham, Alabama e Marymount Manhattan College em Nova York, NI, onde começou a atuar.
Além de seu trabalho como artista, ela fala e escreve sobre direitos transexuais e outros assuntos atuais em uma variedade de meios de comunicação, como o Huffington Post.
Seu papel em Orange Is The New Black fornece-lhe uma plataforma para falar sobre os direitos das pessoas trans. Em uma entrevista recente, ela declarou: "Sophia é escrita como um caráter multi-dimensional que o público pode realmente sentir empatia com. - De repente eles estão sentindo empatia com uma pessoa real, trans. E para as pessoas lá fora, que precisam ver representações de pessoas que são como eles e de suas experiências, que é quando ele se torna realmente importante". Em 2015 Laverne Cox foi eleita como novo rosto pelo site popsugar. Em 2020 Laverne Cox foi uma das produtoras executivas do longa-metragem Revelação (Disclosure), documentário produzido pela Netflix sobre a representação de pessoas transgénero no cinema.

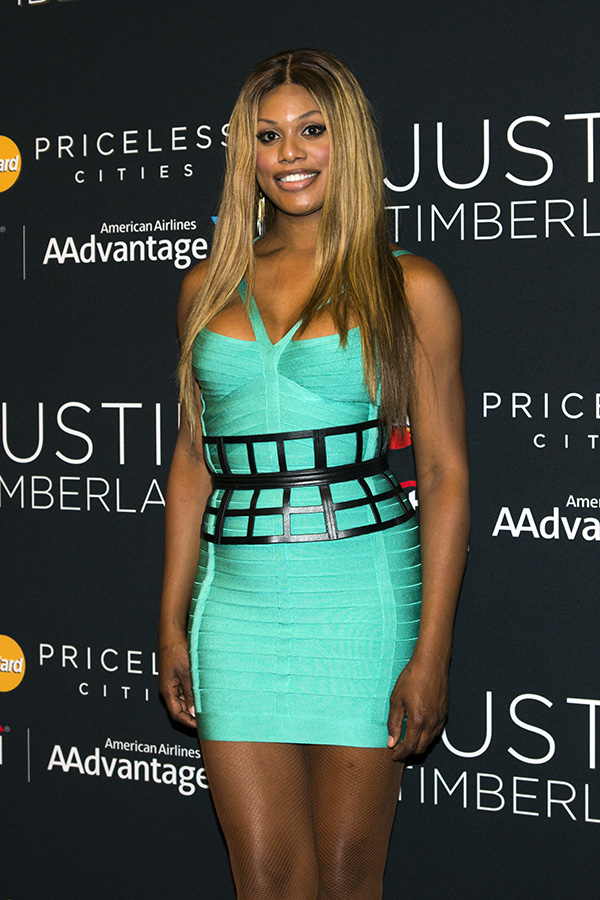
Cox em 2014.

## Biografia
Laverne Cox nasceu em Mobile, Alabama e tem um irmão gêmeo, Lamar Cox. Cox afirmou que tentou suicídio quando tinha 11 anos, quando percebeu que tinha desenvolvido sentimentos por seus colegas do gênero masculino e, desde pequena, tinha sido ensinada para não agir da maneira que agia, mas como um homem cis heterossexual.
Se formou em Belas Artes pela Escola de Belas Artes de Alabama em Birmingham, depois estudou escrita criativa na Marymount Manhattan College de Nova York, trocando, mais tarde, dança por atuação.

## Filmografia

### Filmes
| Ano  | Titulo                            | Papel               | Notas                      |
| ---- | --------------------------------- | ------------------- | -------------------------- |
| 2000 | Betty Anderson                    | Deirdre             | Short film                 |
| 2004 | The Kings of Brooklyn             | Girl                |                            |
| 2008 | All Night                         | Layla               | Short film                 |
| 2009 | Uncle Stephanie                   | Stephanie           |                            |
| 2010 | Bronx Paradise                    | Hooker              |                            |
| 2011 | Carla                             | Cinnamon            |                            |
| 2011 | Musical Chairs                    | Chantelle           |                            |
| 2012 | Migraine                          | Lola                | Short film                 |
| 2012 | The Exhibitionists                | Blithe Stargazer    |                            |
| 2013 | 36 Saints                         | Genesuis            |                            |
| 2014 | Grand Street                      | Chardonnay          |                            |
| 2017 | Freak Show                        | Felicia             |                            |
| 2019 | Can You Keep a Secret?            | Cybill              |                            |
| 2019 | Charlie's Angels                  | Instrutora de bomba |                            |
| 2020 | Bad Hair                          | Virgie              |                            |
| 2020 | Promising Young Woman             | Gail                |                            |
| 2020 | Disclosure: Trans Lives on Screen | Herself             | Também produtora executiva |
| TBA  | Jolt                              | Detetive Nevin      | Pós-produção               |

### Televisão
| Ano       | Titulo                            | Papel               | Notas |
| --------- | --------------------------------- | ------------------- | --- |
| 2008      | Law & Order: Special Victims Unit | Candace             | Episodio: "Closet" |
| 2008      | I Want to Work for Diddy          | Herself             | 6 Episodio:s |
| 2008      | Law & Order                       | Minnie              | Episodio: "Sweetie" |
| 2009      | Bored to Death                    | Transsexual         | Episodio: "Stockholm Syndrome" |
| 2010      | TRANSform Me                      | Herself             | |
| 2013-2019 | Orange Is the New Black           | Sophia Burset       | 19 Episodio:s Prêmios SAG Awards de Melhor Elenco em Série de Comédia Satellite Awards de Melhor Elenco em Série de Comédia Indicações Emmy Awards de Melhor atriz convidada numa série de comédia |
| 2014      | Faking It                         | Margot              | Episodio: "Lying Kings and Drama Queens" |
| 2014      | Girlfriends' Guide to Divorce     | Adele Northrop      | Episodio: "Rule No. 426: Fantasyland: A Great Place to Visit" |
| 2014      | The Mindy Project                 | Sheena              | |
| 2017      | Doubt                             | Cameron "Cam" Wirth | Elenco Principal |
| 2022      | Inventing Anna                    | Kacy Duke           | Minissérie; elenco principal |